# 喬楠
喬楠（1621年1月10日—？年），字仲楩，山西澤州府陽城縣人，習《易經》，順治三年丙戌科三十一名舉人，順治十六年己亥科會試一百四十六名，殿試三甲十九名，工部觀政，康熙七年任四川武隆縣知縣。